# Bad Luck
Bad Luck (titulado Mala suerte en las emisiones en español en Hispanoamérica y España) es el décimo cuarto episodio de la cuarta temporada de la serie de televisión estadounidense de drama sobrenatural y policial Grimm. El guion principal del episodio fue escrito por Thomas Ian Griffith, mientras que la dirección general estuvo a cargo de Terrence O'Hara. 
El episodio se transmitió originalmente el 20 de febrero del año 2015 por la cadena de televisión NBC. En Hispanoamérica el episodio se estrenó el 9 de marzo por el canal Universal Channel, mientras que en España fue emitido el 4 de agosto, por el canal Calle 13, siempre del mismo año.
Un muchacho muere desangrado luego ser atrapado por un hombre con un hacha y de que le corte el pie izquierdo. Al llegar a la escena del crimen Nick se da cuenta de que la madre es un tipo de wesen con forma de conejo; inmediatamente Wu lo asocia con la creencia sobre las patas de conejo como amuleto de la buena suerte. La investigación confirma que el joven era un willahara y que milenariamente han sido cazados para cortarles la pata izquierda, creyendo que tiene poderes contra la infertilidad. Juliette y Nick intentan lidiar con el hecho de que ella ahora es una hexenbiest, mientras Adalind recibe la noticia de que está nuevamente embarazada, esta vez de Nick.  

## Título y epígrafe

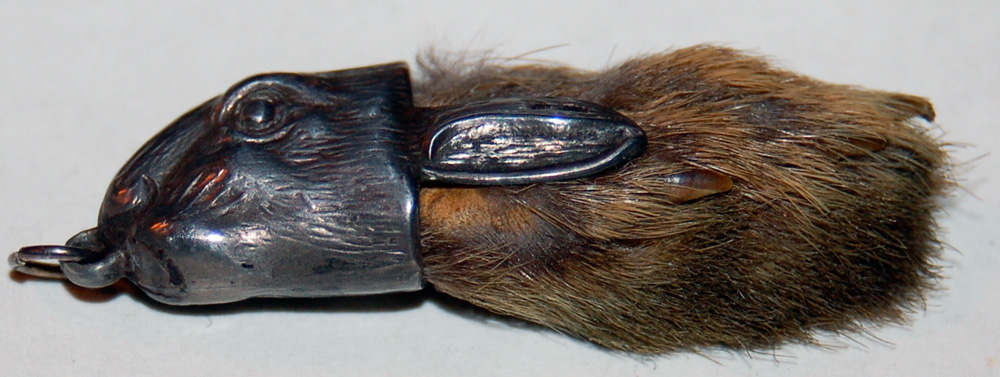
Pata de conejo usada como amuleto de la buena suerte en Inglaterra.

El título "Bad Luck" (Mala suerte), alude irónicamente al uso de la pata de conejo como amuleto de la buena suerte, que es el eje central de la trama policial del episodio, adaptada al mundo wesen, cuando le cortan la pata a un wesen con forma de conejo (willahara): será de buena suerte para el supersticioso, pero es mala suerte para el conejo o el willahara al que le cortan la pata.   
El epígrafe es una frase referida a la superstición, tomada del capítulo 39 de la novela La cabaña del Tío Tom (1852) de Harriet Beecher Stowe:

Original en inglés
No one is so thoroughly superstitious as the godless man.
Versiones en español
Hispanoamérica...
EspañaNo hay nadie mas supersticioso que un ateo.

La estrofa completa dice: 

Inglés
No one is so thoroughly superstitious as the godless man. The Christian is composed by the belief of a wise, all-ruling Father, whose presence fills the void unknown with light and order; but to the man who has dethroned God, the spirit-land is, indeed, in the words of the Hebrew poet, "a land of darkness and the shadow of death," without any order, where the light is as darkness. Life and death to him are haunted grounds, filled with goblin forms of vague and shadowy dread.
Español
No hay nadie más supersticioso que un hombre ateo. El cristiano se consuela con su creencia en un Padre sabio y todopoderoso, cuya presencia llena de luz y orden el vacío de lo desconocido; pero para el hombre que ha destronado a Dios, los dominios de los espíritus son realmente, en palabras del poeta hebreo, «unas tierras de tinieblas y la sombra de la muerte», sin orden, donde la luz es oscuridad. La vida y la muerte son para él zonas fantasmales, frecuentadas por figuras espectrales de tenebroso espanto.

## Argumento
Un muchacho muere desangrado en un bosque, luego ser atrapado por un hombre con un hacha y de que le corte el pie izquierdo. Al llegar a la escena del crimen Nick se da cuenta de que la madre es un tipo de wesen con forma de conejo; inmediatamente Wu lo asocia con la creencia sobre las patas de conejo como amuleto de la buena suerte. La investigación confirma que el joven era un willahara y que milenariamente han sido cazados para cortarles la pata izquierda, creyendo que tiene poderes contra la infertilidad.
Nick les pide a Monroe y Rosalee que se hagan pasar por una pareja que no puede tener hijos, para hacer una consulta con un médico que les resulta sospechoso. El médico sin embargo los despide horrorizado, en cuánto Monroe y Rosalee le preguntan sobre la posibilidad de utilizar un pie de willahara, aunque al salir es la asistente del médico la que los aborda y les dice que ella los puede ayudar. Una vez detenida la asistente da el nombre de la última pareja que compró un pie de willahara, la que a su vez da la ubicación del hombre del hacha, que resulta ser un vulpesmyrca, tradicionales cazadores de willahara para cortarles el pie y venderlos.
Cuando Nick y Hank llegan a la cabaña en la que vive el vulpesmyrca, este estaba a punto de cortarle el pie a la hermana del joven que había matado en la primera escena. Alertado por el ruido que hacen los policías, el hombre saca a la joven de la cabaña y la ata a una estaca, mientras se dispone a enfrentar a los detectives. Luego de una breve lucha, el vulpesmyrca no puede con la fortaleza de Nick e intehnta escaparse, pero es detenido por la joven había logrado desatarse de la estaca, quien le clava la estaca en el pie izquierdo, en venganza por su hermano y por su padre, quien había muerto del mismo modo.
A lo largo del episodio Juliette y Nick intentan lidiar con el hecho de que ella ahora es una hexenbiest. Adalind por su parte llega a un acuerdo con Sean Renard, el padre de su beba Diana, para recuperarla, y recibe la noticia de que está nuevamente embarazada, esta vez de Nick.

## Elenco regular
- David Giuntoli como Nick Burkhardt.
- Russell Hornsby como Hank Griffin.
- Bitsie Tulloch como Juliette Silverton.
- Silas Weir Mitchell como Monroe.
- Sasha Roiz como el capitán Renard.
- Bree Turner como Rosalee Calvert.
- Claire Coffee como Adalind Schade.
- Reggie Lee como el sargento Wu.